# Condado de McPherson (Dakota del Sur)
El condado de McPherson (en inglés: McPherson County, South Dakota), fundado en 1885, es uno de los 66 condados en el estado estadounidense de Dakota del Sur. En el 2000 el condado tenía una población de  2904 habitantes en una densidad poblacional de  personas por <1km². La sede del condado es Leola.

## Geografía
Según la Oficina del Censo, el condado tiene un área total de 2983 km² (1151,7 mi²), de la cual 2945 km² (1137,1 mi²) es tierra y 39 km² (15,1 mi²) es agua.

### Condados adyacentes
- Condado de McIntosh - norte
- Condado de Dickey - noreste
- Condado de Brown - este
- Condado de Edmunds - sur
- Condado de Campbell - oeste

## Demografía
En el 2000 la renta per cápita promedia del condado era de $22 380, y el ingreso promedio para una familia era de $29 811. El ingreso per cápita para el condado era de $12 748. En 2000 los hombres tenían un ingreso per cápita de $23 705 versus $17 850 para las mujeres. Alrededor del 22.60% de la población estaba bajo el umbral de pobreza nacional.
| 1900 | 1910 | 1920 | 1930 | 1940 | 1950 | 1960 | 1970 | 1980 | 1990 | 2000 | Est. 2008 |
| ---- | ---- | ---- | ---- | ---- | ---- | ---- | ---- | ---- | ---- | ---- | --------- |
| 6327 | 6791 | 7705 | 8774 | 8353 | 7071 | 5821 | 5022 | 4027 | 3228 | 2904 | 2480      |

## Localidades

### Ciudades y pueblos
- Chester
- Eureka
- Greenway
- Hillsview
- Leola
- Long Lake
- Wetonka

### Municipios
- Municipio de Carl
- Municipio de Hoffman
- Municipio de Wachter
- Municipio de Wacker
- Municipio de Weber

### Territorios No Organizados
- Central McPherson
- West McPherson

## Mayores autopistas
| - Carretera Dakota del Sur 10 - Carretera Dakota del Sur 45 - Carretera Dakota del Sur 47 - Carretera Dakota del Sur 247 | - Carretera Dakota del Sur 239 |